# Huzhu Shuiku
Huzhu Shuiku (kinesiska: 互助水库) är en reservoar i Kina. Den ligger i provinsen Heilongjiang, i den nordöstra delen av landet, omkring 320 kilometer öster om provinshuvudstaden Harbin. Huzhu Shuiku ligger 174 meter över havet. Arean är 0,96 kvadratkilometer. Trakten runt Huzhu Shuiku består till största delen av jordbruksmark. Den sträcker sig 1,1 kilometer i nord-sydlig riktning, och 1,4 kilometer i öst-västlig riktning.
Genomsnittlig årsnederbörd är 809 millimeter. Den regnigaste månaden är juli, med i genomsnitt 159 mm nederbörd, och den torraste är januari, med 4 mm nederbörd.